# Candy Crush Saga
Candy Crush Saga — бесплатная (free-to-play) игра-головоломка, выпущенная компанией King 12 апреля 2012 года для игровой платформы социальной сети Facebook; позднее также были выпущены версии для iOS, Android, Windows 10 и Windows Phone. С 2013 года игра была самой скачиваемой мобильной игрой за всю историю, в 2018 году её сместила игра Subway Surfers. Также игра является одним из первых и наиболее успешных применений модели freemium. В 2014 году в неё играли более 93 миллионов человек, а доход за три месяца, как сообщает King, составил более 493 миллионов долларов. В 2013 году Candy Crush Saga стала самой прибыльной мобильной игрой в Google Play и второй по прибыльности игрой в App Store, среди головоломок она удерживала первенство по ежемесячной прибыли и скачиваниям до июля 2023 года, когда её с этого места сместил Royal Match. В игре по состоянию на 2023 год присутствовало 10,220 уровней.

## Игровой процесс
Игроки должны совместить три игровые конфеты одинакового цвета в ряд, чтобы те исчезли. Если совместить больше — игрок получает специальные конфеты, которые дают дополнительные возможности. Нужно собрать как можно больше очков за ограниченное количество времени или ходов. Также в игре присутствуют бомбы: с ними надо сделать любую комбинацию до прошествия числа ходов на самой бомбе. Если условия не соблюдены игроком, то он проигрывает.

## Спин-оффы
- Candy Crush Soda Saga
- Candy Crush Jelly Saga
- Candy Crush Friends Saga